# Artiom Iline
Pour les articles homonymes, voir Iline.
Artiom Ilitch Iline (en russe : Артём Ильич Ильин, en anglais : Artem Iljin) est un joueur d'échecs russe né le 4 janvier 1987 à Tchistopol dans la république du Tatarstan en Russie.
Il a le titre de grand maître international depuis 2007.

## Biographie et carrière
Iline finit deuxième du championnat de Russie des moins de dix ans en 1997 derrière Ievgueni Tomachevski. 
En 2002, il remporta la médaille d'argent au championnat d'Europe des moins de 16 ans à égalité de points (7/9) avec le vainqueur Aleksandr Kharitonov.
Il gagna le championnat de Russie junior (moins de 20 ans en 2004 avec 8 points sur 11 devant Vladimir Dobrov et Pavel Maletine. La même année, en 2004, il marqua la moitié des points dans le tournoi principal de l'Open Aeroflot de Moscou.
Lors du championnat d'Europe d'échecs individuel de 2007, Iline marqua 8 points sur 11 et finit 1er-7e ex æquo (septième au départage) du championnat d'Europe. En juillet 2007, après ce succès, Iline était classé 21e junior mondial (moins de vingt ans).
Ce résultat le qualifiait pour la Coupe du monde d'échecs 2007 à Khanty-Mansiïsk où il fut éliminé au premier tour par le Bosnien Predrag Nikolić.